# Pfarrkirche Jenbach

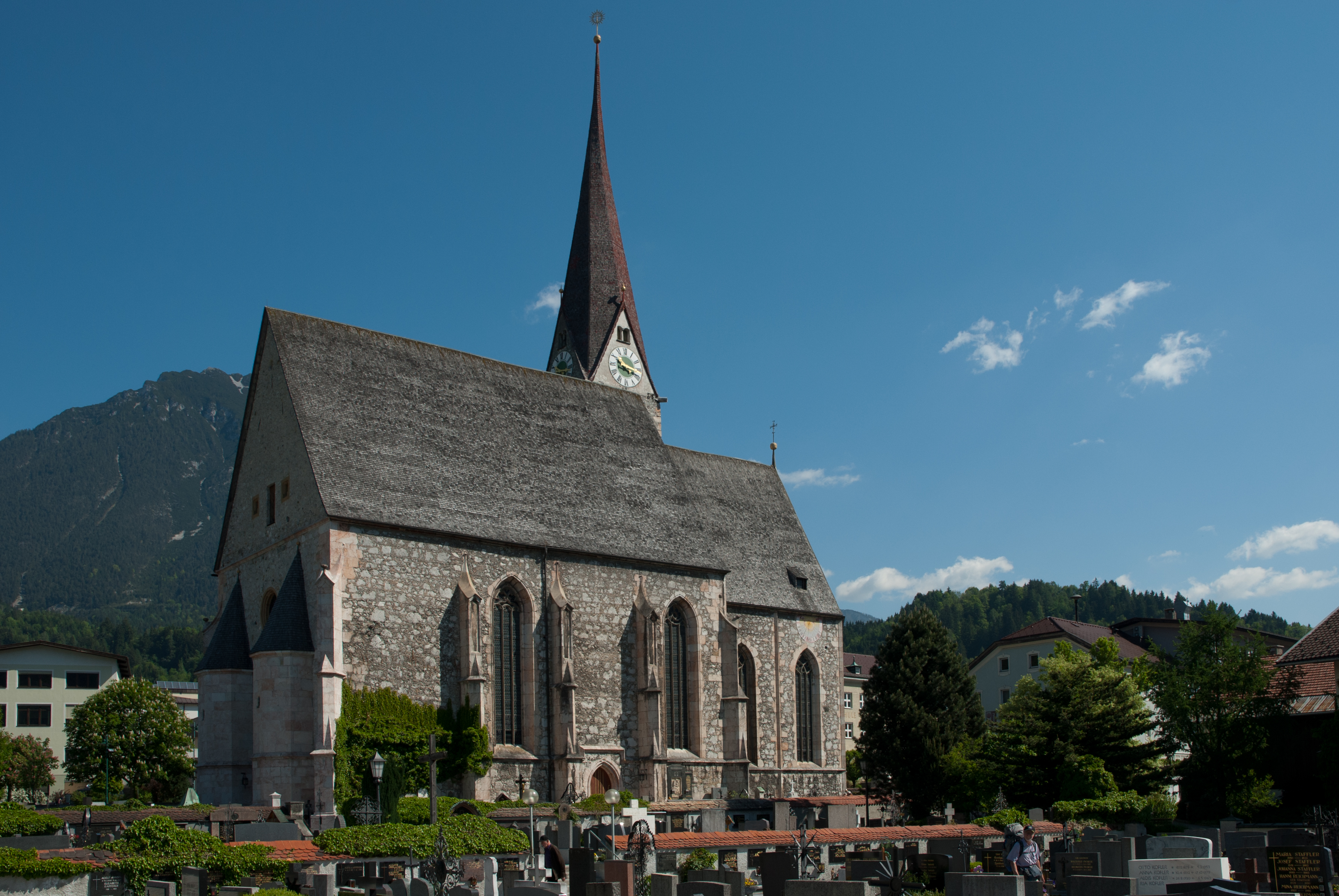
Katholische Pfarrkirche hl. Wolfgang in Jenbach

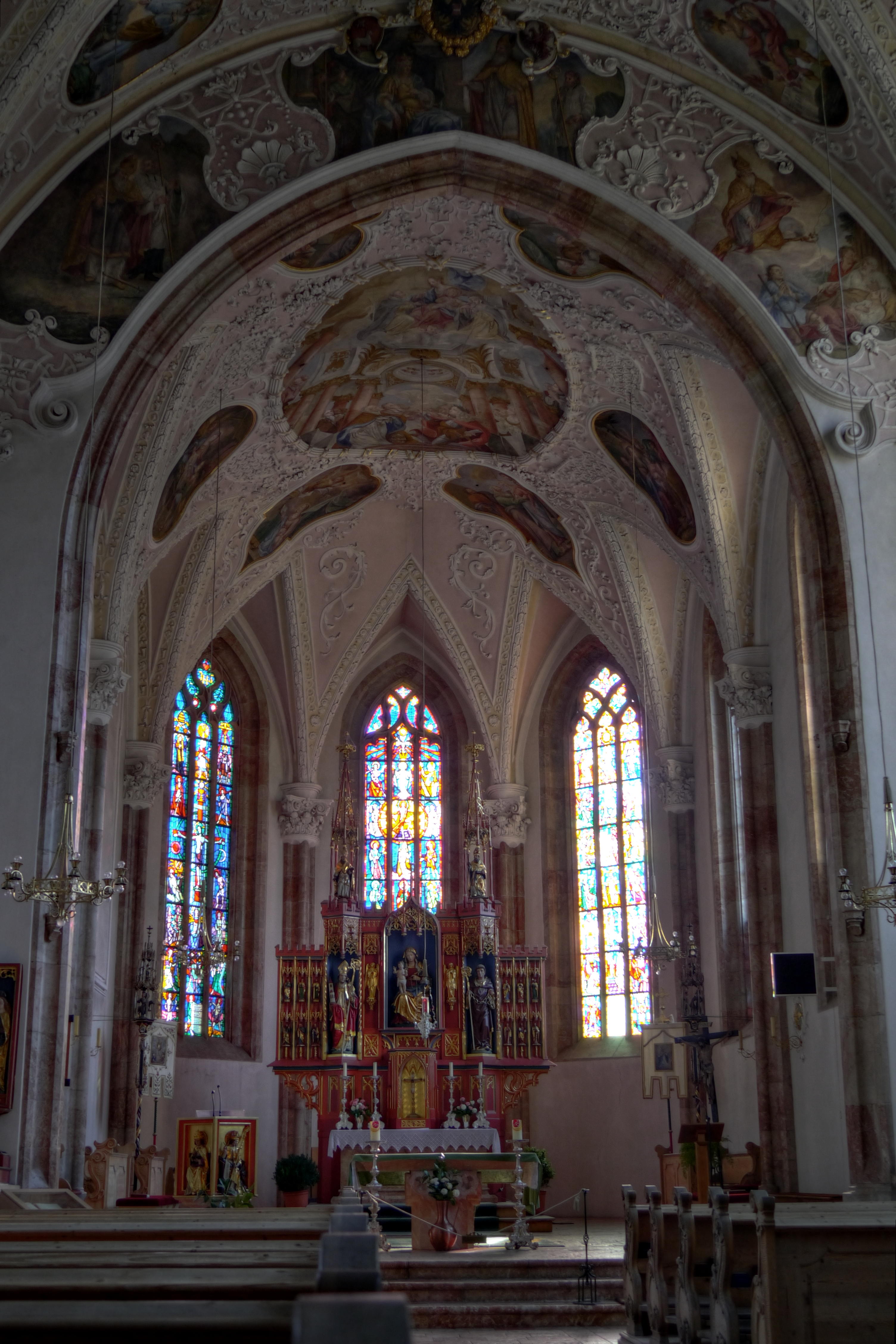
Langhaus, Blick zum Chor

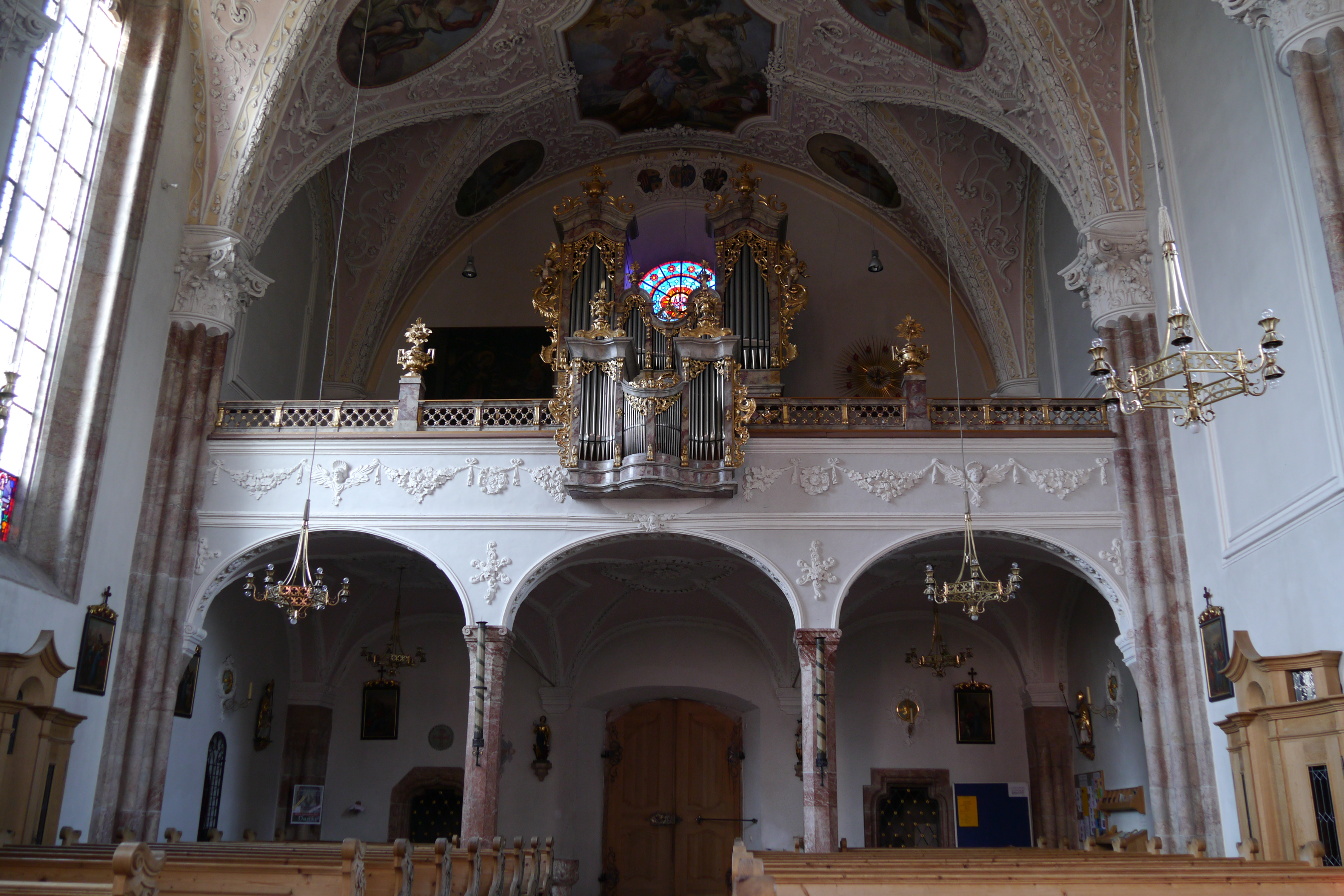
Langhaus, Blick zur Empore

Die Pfarrkirche Jenbach steht am westlichen Ortsrand in der Marktgemeinde Jenbach im Bezirk Schwaz im Bundesland Tirol. Die dem Patrozinium hl. Wolfgang unterstellte römisch-katholische Pfarrkirche gehört zum Dekanat Fügen-Jenbach in der Diözese Innsbruck. Die Kirche steht unter Denkmalschutz (Listeneintrag).

## Geschichte
Die Kirche wurde von 1488 bis 1500 durch Gilg Mitterhofer und Jörg Steyrer erbaut. 1508 eine Kaplanei, wurde die Kirche 1891 zur Pfarrkirche erhoben.

## Architektur
Der gotische Kirchenbau mit einem Nordturm ist von einem Friedhof umgeben.
Das Kirchenäußere zeigt sich unverputzt, mit abgetreppten Strebepfeilern am Langhaus und dreikantigen Lisenen am Chor. Die Westfront zeigt zwei achteckige Treppentürme zur Empore. Es gibt drei gekehlte spitzbogige Portale. Südseitig am Dachgesims befindet sich ein Wappen 1609. Der Turm um 1500 erhielt 1650 ein Glockengeschoß mit einem Spitzhelm, im Turmerdgeschoß gibt es ein Sternrippengewölbe und eine Eisentür von 1488. Am Turm gibt es eine Sonnenuhr aus 1561.
Das Kircheninnere zeigt ein vierjochiges Langhaus und einen eingezogenen zweijochigen Chor mit einem Fünfachtelschluss. Der Chorbogen aus Marmor zeigt fünf Stifterwappen, darunter Erzherzog Sigmund, Katharina von Sachsen, Mall, Hofer. Die Einwölbung über halbrunden gotischen Wanddiensten schuf 1730/1735 Jakob Singer, den Bandlwerkstuck schuf Hans Singer. Die Empore wurde um 1600 mit vier marmornen Portalen mit gebrochenem Kielbogen eingebaut. Die Wandmalereien schuf Johann Georg Höttinger um 1735, im Chor Rosenkranzspende, im Langhaus die Heiligen Nikolaus, Leonhard und Sebastian, an der Westwand die Gewerkenwappen Fugger, Millauer, Tannenberg.

## Ausstattung
Der aus Kuchl in Salzburg stammende neugotische Hochaltar zeigt sich als Nischenbau von 1855. Er birgt eine spätgotische Madonna (um 1500) und zwei ebenfalls spätgotische Statuen eines unbekannten Meisters. Der linke Seitenaltar präsentiert sich seit der letzten Innenrenovierung 1998/99 als kleiner spätgotischer Flügelaltar (um 1500) mit einer Mondsichelmadonna im Strahlenkranz im Schrein. Als Attribut trägt sie einen Apfel. Ihr zur Seite sind als Schreinwächter zwei Ritterheilige gestellt. Die Flügelbilder zeigen die hll. Paulus und Johannes Evangelist. In der Predella ist einer Landschaft die Grablegung Christi zu sehen. Am rechten Seitenaltar steht ein heiliger Josef. Die Kerzenständer schuf Christof Stöckl 1617. Unter der Empore stehen auf Konsolen die Figuren der Heiligen Notburga und Sebastian aus der ersten Hälfte des 19. Jahrhunderts. Es gibt zwei bemerkenswerte figurale und ornamentale Prozessionsstangen aus 1512.
Der Orgelprospekt entstand 1757, das Gehäuse mit Rückpositiv im Anfang des 19. Jahrhunderts, das Werk baute E. F. Walcker & Cie. 1975.

## Missbrauch
Im Dokumentarfilm (K)einen Ton sagen von Regisseur Georg Lembergh erzählte eine Frau, dass sie vor der Frühmesse und in der Volksschule missbraucht wurde. Der Täter war Dekan Josef Patscheider, der an der Schule Religion unterrichtete. Im Jahr 1986 wurde er vom Landgericht Innsbruck rechtskräftig verurteilt.